# Гудзон
Гудзо́н (Ха́дсон; англ. Hudson River, могиканск. Muh-he-kun-ne-tuk) — река на востоке США, относящаяся к бассейну Атлантического океана. Длина — 492 км (согласно другой оценке — 520 км), площадь бассейна — около 34,6 тысяч км².

## География

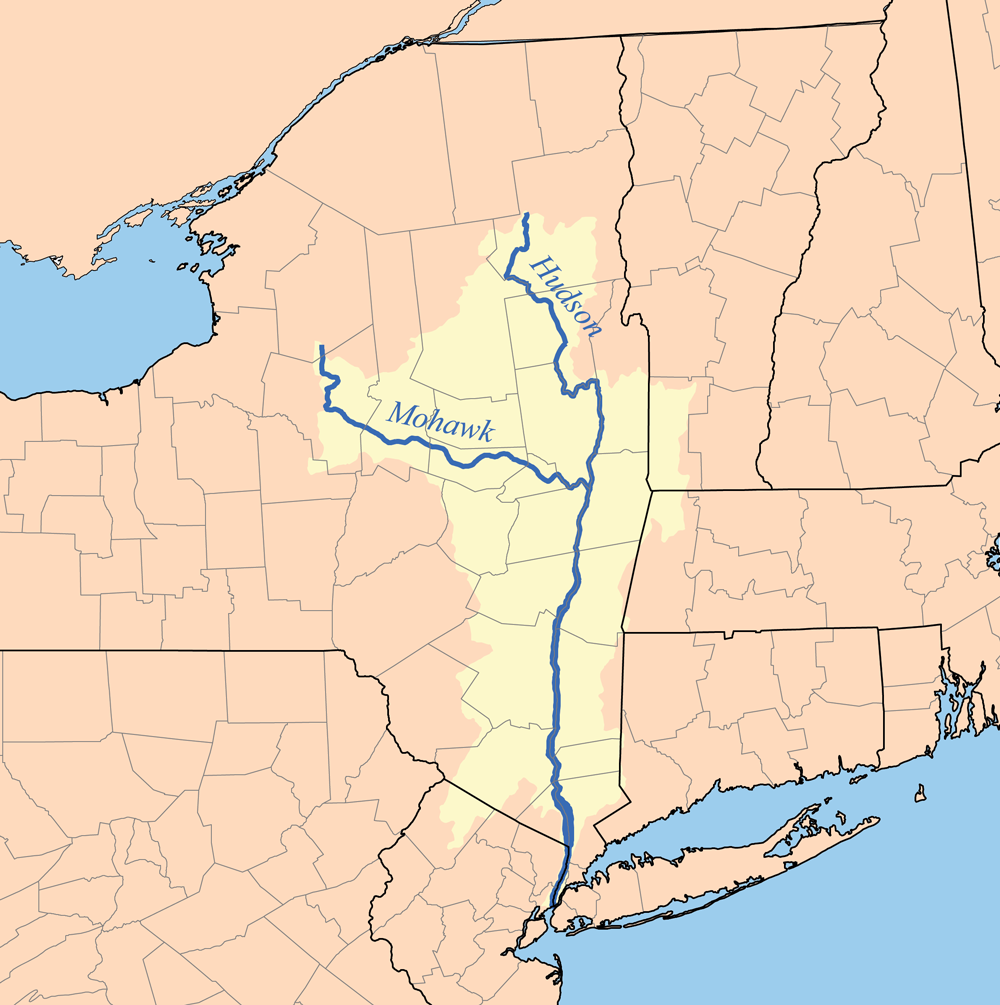
Река Гудзон и её крупнейший приток Мохок

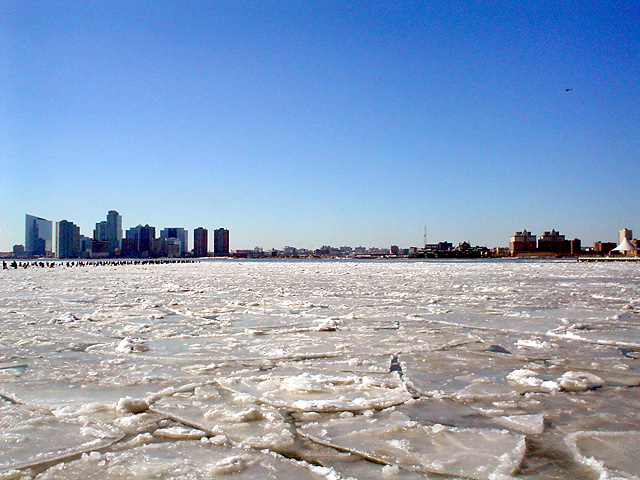
Гудзон зимой

Река Гудзон — гора Бэар, 1977

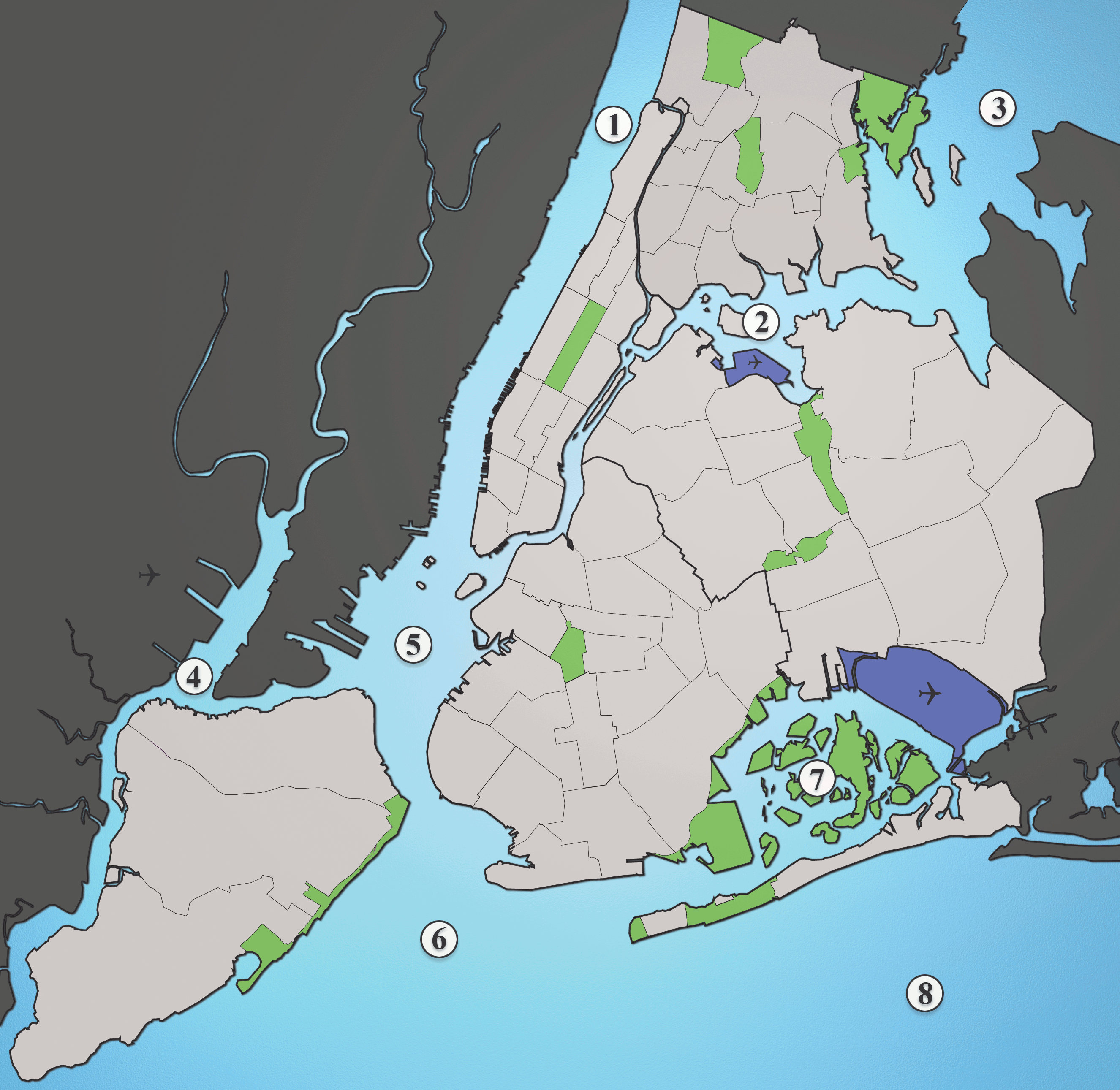
Устье реки Гудзон: 1. Река Гудзон, 2. Ист-Ривер, 3. Пролив Лонг-Айленд, 4. Бухта Ньюарк, 5. Аппер-Нью-Йорк-Бей, 6. Лоуэр-Бей, 7. Бухта Джамейка, 8. Атлантический океан

Река берёт начало в Адирондакских горах, протекает в основном по территории штата Нью-Йорк, в нижнем течении образует широкий эстуарий, являющийся границей между Нью-Йорком и Нью-Джерси. Впадает в бухту Лоуэр-Бей Атлантического океана.
Река судоходна ниже города Троя, где в неё впадает главный приток — река Мохок. Соединена с озёрами Эри (Канал Эри), Онтарио и Шамплейн судоходными каналами, образующими водный путь к реке Св. Лаврентия. На Гудзоне стоят города Трой, Олбани, Гудзон, Кингстон, в устье — Нью-Йорк.

## Исторические сведения
Первым из европейцев в устье Гудзона побывал в 1524 году итальянец Джованни да Верраццано. В 1609 году реку исследовал англичанин Генри Гудзон, в честь которого она и была затем названа.
15 января 2009 года на реке Гудзон аэробус А-320 рейса 1549 авиакомпании US Airways совершил аварийную посадку. Самолёт, следовавший рейсом Нью-Йорк — Шарлотт (Северная Каролина), вылетел из аэропорта Ла-Гуардия в 15:26 по нью-йоркскому времени. Набирая высоту, он поднялся над Манхэттеном и столкнулся со стаей птиц, в результате чего оба двигателя вышли из строя. Учитывая невозможность долететь до аэропорта и нахождение внизу одного из самых густонаселённых городов мира, экипаж принял решение о посадке самолёта на поверхность реки. В результате высокопрофессиональных действий (командир воздушного судна — Чесли Б. Салленбергер III, бывший инструктор ВВС США) никто из 150 пассажиров и 5 членов экипажа не получил тяжёлых ранений, все были спасены. Это событие получило в СМИ название «Чудо на Гудзоне».

## Геология
Повышение уровня моря после отступления Висконсинского оледенения последнего ледникового периода, привело к затоплению прибрежной равнины и принесло солёную воду значительно выше устья реки. Старое русло реки, Гудзонский каньон, является богатым рыболовным районом. Прежнее русло реки четко очерчено под водами Атлантического океана, простирающегося до края континентального шельфа. В результате движения ледника и повышения уровня моря нижняя половина реки в настоящее время является приливным эстуарием, который занимает фьорд Гудзон. Считается, что фьорд сформировался между 26 000 и 13 300 лет назад.
Берега реки сложены в основном метаморфическими базальтами, или диабазами, высокогорья — гранитами и гнейсами с интрузиями, в нижнем течении — сланцами и известняками.
Из-за короткой геологической истории устья реки вблизи него отсутствуют значительные наносы.

## Транспорт и переправы

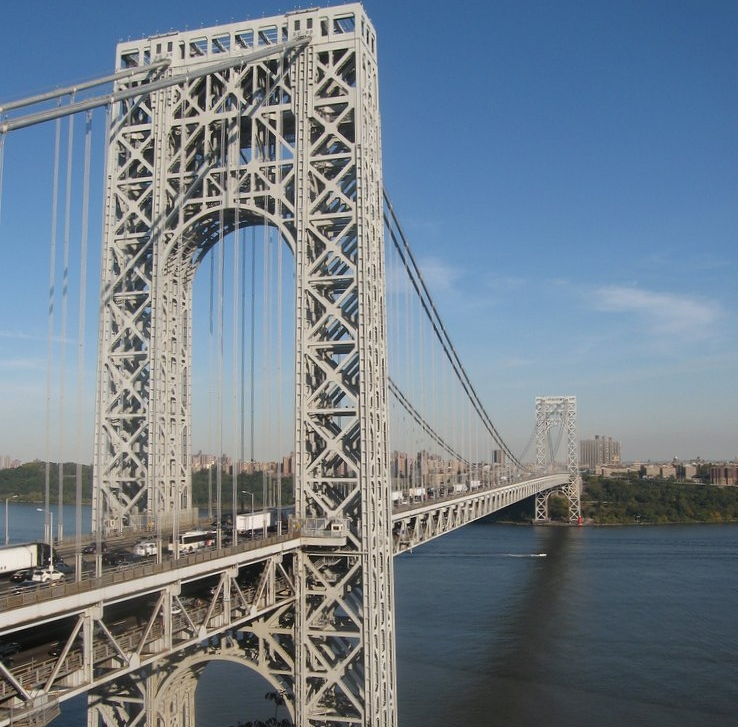
Мост Джорджа Вашингтона соединяет Верхний Манхэттен и Форт-Ли

Судоходство по реке Гудзон осуществляется на больших речных теплоходах до Троя и на океанских судах до порта Олбани. Канал Эри, открытый в 1825 году для соединения Гудзона с озером Эри, впадал в Гудзон в бассейне Олбани. Канал позволял осуществлять судоходство между городами на берегах Великих озёр и Европой через Атлантический океан. Система каналов штата Нью-Йорк, преемница канала Эри, соединяется с рекой к северу от Троя.
Во многих местах реку пересекают мосты, туннели и паромы. Самые известные из них: мост Джорджа Вашингтона, мост Таппан-Зи, а также тоннели Линкольна, Холланда, пути PATH и Пенсильванской железной дороги. Мост Джорджа Вашингтона, который вмещает несколько автомагистралей, соединяет Форт-Ли, штат Нью-Джерси, с районом Вашингтон-Хайтс в Верхнем Манхэттене и является самым оживлённым автомобильным мостом в мире. Мост между Уотерфордом и Троем был первым мостом через Гудзон; построенный в 1804 году и разрушенный в 1909-м; сменивший его Трой-Уотерфордский мост, был построен в 1909 году. Железная дорога «Ренсселер и Саратога», заложенная в 1832 году и открытая в 1835 году, включала в себя мост Зелёного острова, второй мост через Гудзон южной части Федеральной плотины.

## Загрязнение

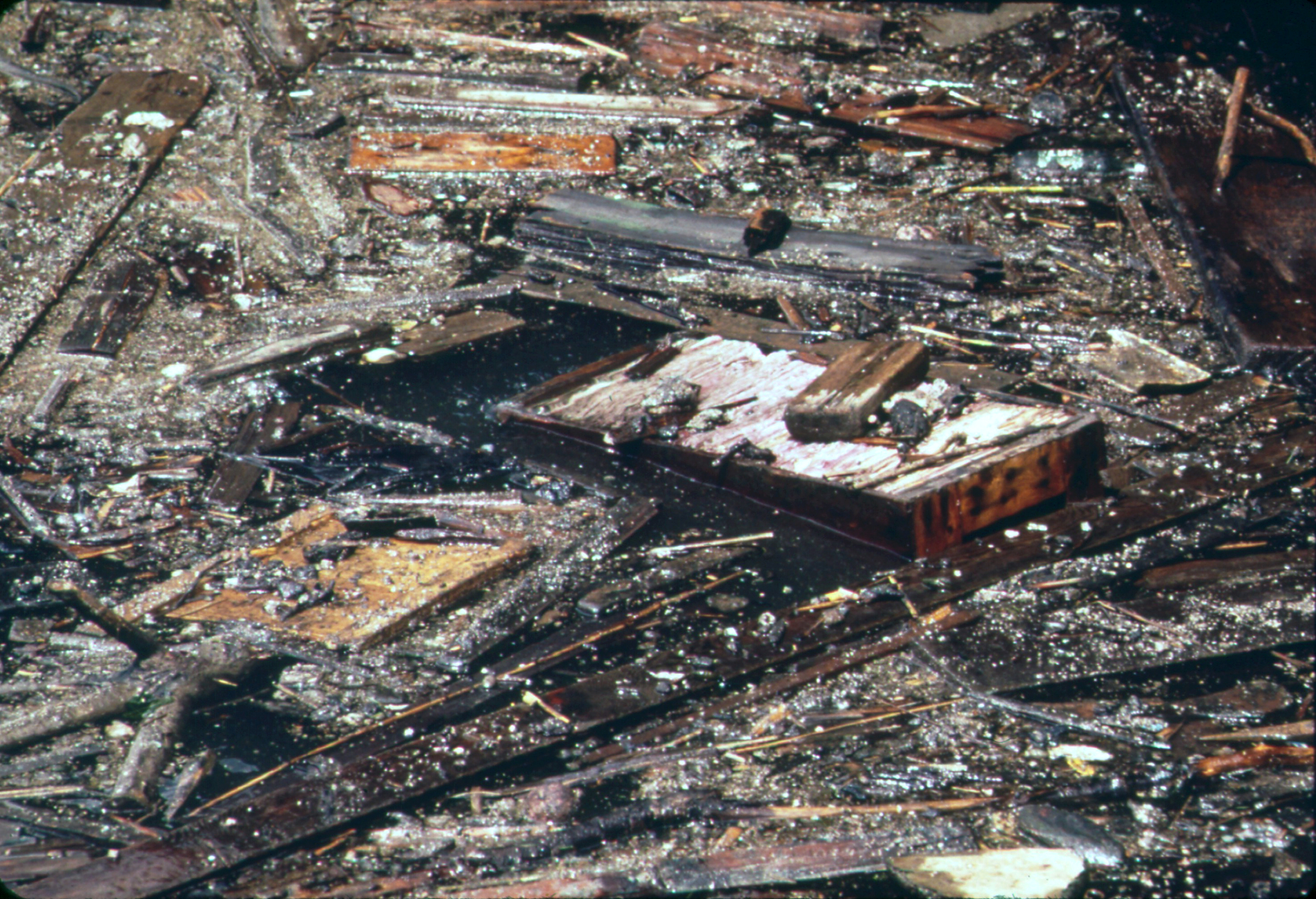
Плавающие по реке обломки недалеко от Всемирного торгового центра в 1973 году

Осадочные отложения содержат значительный слой вредных веществ, накопленных в течение десятилетий выбросов промышленных отходов, очистных сооружений и городского стока. Однако с 1990-х годов общее качество воды в реке значительно улучшилось.
Наиболее обсуждаемым загрязнением реки Гудзон является выброс корпорацией Дженерал Электрик полихлорированных дифенилов (ПХД) в период с 1947 по 1977 год, что вызвало целый ряд вредных последствий для дикой природы и людей, которые ели рыбу из реки или пили воду.
Обширные восстановительные мероприятия на реке начались в 1970-х годах с внедрения разрешений на сброс сточных вод и последующего их контроля и сокращения, а также операций по удалению осадочных отложений, которые продолжаются в XXI веке.

## Деятельность
Парковая зона окружает большую часть реки Гудзон; самые известные парки — Бэттери-парк и Парк Свободы в устье реки, Риверсайд-парк в Манхэттене, Кротон-Пойнт-Парк в Кротон-он-Хадсоне, Беар-Маунтин-Парк вблизи Форт-Монтгомери, Сторм-Кинг-Парк в Корнуолл-он-Хадсоне, Хадсон-Хайлендс.
В реке рыбалка разрешена, хотя Государственный департамент здравоохранения рекомендует не есть рыбу, пойманную в реке. Список аборигенных рыб включает в себя полосатого окуня, канального сома, белого сома, коричневого быка, жёлтого окуня и белого окуня. Неродные большеротые и малоротые окуни также популярны и представляют собой объект рыболовных турниров.